# Irene Harand
Irene Harand, née à Vienne le 6 septembre 1900 et morte à New York le 3 février 1975, est une femme politique et essayiste  autrichienne, résistante connue pour sa lutte contre l'antisémitisme et en faveur des droits de l'homme. Elle a reçu en 1969 le titre de Juste parmi les nations. Un monument à sa mémoire est érigé depuis 2010 sur une place de Wieden qui porte son nom.

## Biographie
Résistante antinazie de la première heure, Irene Harand a fondé en 1933 un hebdomadaire, Gerechtigkeit (« Justice »), dans lequel elle s'élève chaque semaine contre la propagande antisémite du Troisième Reich. 
Elle publie également dès 1933 un pamphlet intitulé So oder So - Die Wahrheit über den Antisemitismus, qui a été traduit en plusieurs langues sous le titre La Vérité sur l'antisémitisme à partir de 1937. Lors de l'Anschluss, en mars 1938, elle est en tournée de conférences en Angleterre, d'où elle émigre vers les États-Unis avec son mari.
Sa lutte pour sauver les Juifs autrichiens lui a valu d'être reconnue Juste parmi les nations par Yad Vashem en 1968.

## Publications
Textes d'origine
- So oder So? Die Wahrheit über den Antisemitismus, Österreichische Volkspartei, Wien, 1933
- Sein Kampf. Antwort an Hitler, 351 Seiten, Wien, 1935 (1935, 2. A. 5.–10. Tausend. Lire en ligne)

Traductions et rééditions
- Son Combat. Réponse à Hitler, Bruxelles et Vienne, 1936
- His Struggle. An Answer to Hitler, Chicago, 1937
- Sein Kampf ("His Fight"). Answer to Hitler and his Mein Kampf, transl. William B. Korach, Laguna Hills, CA, 1983
- Sein Kampf. Antwort an Hitler, Franz R. Reiter (Hrsg.), Reproduktion der Ausgabe Wien 1935, Ephelant-Verlag, Wien, 2005  (ISBN 3-900766-16-9)